# ナサニエル・グリーン (軍人)

グリーンの署名

ナサニエル・グリーン（英: Nathanael Greene、1742年8月7日 - 1786年6月19日）は、アメリカ独立戦争における大陸軍の少将である。独立戦争が始まった時、グリーンは民兵の兵卒だった。彼は戦争中にジョージ・ワシントンの最も才能ある、また頼りになる士官という評判が立ち、頭角を現した。アメリカ合衆国の多くの場所がグリーンにちなんで名付けられている。

## 独立戦争前
グリーンは、クエーカー教徒の農夫で鍛冶屋の息子として、1742年8月7日、ロードアイランド植民地ウォリックの郊外ポトウォマットで生まれた。父はナサニエル・グリーン・シニア、母は父の2番目の妻でメアリー・モットである。父親の教派は学問・教養を否定していたが、グリーンは独学で特に数学や法律を学んだ。後にイェール大学の学長となるエズラ・スタイルズ牧師が青年時代のグリーンに強い影響を与えた。
1770年、グリーンはコヴェントリーに移り、グリーン家の所有する鋳物工場の経営にあたった。父親の死の直前である。ここで彼は、まず公立学校の創設を要求し、同じ年にロードアイランド植民地議会議員に選出された。議員には1771年、1772年、1775年にも再選された。だが実際のところ、彼が議員であったかどうかについては疑問の余地がある。なぜなら彼の私文書にはそういった記述がないし、また彼と同じロードアイランド出身で同じ名前の同時代人が何人かいたからである。グリーンは植民地人の間に多かったホイッグすなわち愛国者に強く共鳴していた。

### 結婚
1774年、グリーンはブロック・アイランドのキャサリーン・リトルフィールド・グリーンと結婚した。彼女の愛称はキャティ。キャティは10歳の時に母に死なれ、イースト・グリニッジで叔父叔母夫婦に育てられた。彼女の叔父ウィリアム・グリーンはホイッグ党の指導者でありロードアイランドの知事を務めた。彼女の叔母キャサリーン・レイはベンジャミン・フランクリンと親しい友人であり1751年から1784年まで文通相手でもあった。グリーンとキャティはイースト・グリニッジにあるグリーン農園の「最良の居間」で結婚式を挙げた。そこには今でも結婚式の招待状が額に入れられて壁に掛けられている。
キャティとの間には5人の子供が生まれた。ジョージ・ワシントン(1776 - 1793)、マーサ・パティ・ワシントン(1777 - 1861)、コーネリア・ロット(1779 - 1865)、ナサニエル・レイ(1780 - 1859)、ルイーザ・キャサリーン(1783 - 1831)である。6番目の子供キャサリーンは1785年に夭折した

### 民兵
1774年8月、グリーンは地元の民兵隊立ち上げに貢献し、この部隊が10月にはケント防衛隊として認可された。グリーンは片足を軽く引きずっていたので、その入隊には異議が出た。グリーンが軍隊の戦術に関する多くの高価な本を手に入れ始め、兵法について独学で学び始めたのがこの時期だった。12月には民兵法を改訂するために議会から指名された委員会に参加した。グリーンが軍務に就きたがったために1773年にはクエーカー教から除名されたと推測されてきた。しかしクエーカー教からの離脱はもっと時間を掛けてのものであり、実際にはキャティとの結婚から始まった。当時、非クエーカー教徒との結婚は除名の対象だった。

## 独立戦争の初期
1775年5月8日、1兵卒だったグリーンはボストン包囲戦に対応して作られたロードアイランド監視軍の准将に昇進した。6月22日には、大陸会議から大陸軍准将に指名された。ジョージ・ワシントンは1776年3月、ボストン開放後のボストン市司令官に彼を任命した。グリーンは1775年10月と1776年1月に、当時の大陸会議ロードアイランド代表のサミュエル・ウォードに手紙を書き、その中で独立宣言に賛成した。1776年8月9日、彼は新しく少将に昇進する4人の中に選ばれ、大陸軍ロングアイランド部隊の指揮に就いた。彼はブルックリンハイツの東に防衛に適した場所を選び、パットナム砦（現在のグリーン砦公園のある場所）の防壁と塹壕を作った。ロングアイランドの戦いの時は重病のために参加できなかった。グリーンはロードアイランドのフリーメイソンでもあり、その宝石を独立戦争の間ずっと身につけていたが、これは仲間のラファイエット侯爵からの贈り物だった。
グリーンはニューヨークからの撤退とイギリス軍が使えなくなるようにその町を焼くことを助言した者達の中でも目だっていた。彼はハドソン川のニュージャージー側にあるリー砦の指揮官となった。1776年10月25日、イズラエル・パットナム将軍の跡を継ぎ、リー砦とは対岸のワシントン砦の指揮官となった。彼はワシントンからワシントン砦を極限まで守りぬくよう命令されており、大陸会議も10月11日に同じ決議を採択した。しかし後にワシントンは文書で彼の裁量に任せると書き送った。グリーンは砦を直接指揮していたロバート・マゴー大佐にもう一度命令を送るまで防衛に努めること、イギリス軍のウィリアム・ハウ将軍の攻撃に備えて砦を補強することを命じた。それにも拘わらずワシントン砦とリー砦を失ったことでグリーンが責められた。しかしその責任を感じていたワシントンの信頼を失うことはなかった。
トレントンの戦いでは、グリーンは2つの大陸軍部隊の1つを指揮した。そこでの勝利の後、彼は即刻プリンストンを攻めるようワシントンに進言したが、作戦会議で却下された。結果的にはプリンストンの戦いで勝利し、大陸軍の士気を上げた。ブランディワインの戦いでは予備軍を指揮した。ジャーマンタウンの戦いでは、ジョン・サリバン指揮下の右翼と距離を取りすぎて、戦闘にかかるタイミングを合わせ損なった。その失敗で彼はワシントンの信頼を失うかもしれないと思った。しかし、彼の部隊が到着したときから事態を大きく改善することができ勇名を上げた。
バレーフォージでは、1778年3月2日、ワシントンの差し迫った要請で、グリーンは補給局長に就いた。この難しい部署での彼の仕事振りをワシントンが心から賞賛し、「その揺れ動く不確かな軍隊という難局を乗り切る最善のもの」だったとした。しかし、グリーンは戦場で部隊を指揮する権利を保つためにその仕事に就いたのだと理解していた。それ故に1778年6月28日のモンマスの戦いで、彼は右翼の指揮を任された。8月、グリーンとラファイエット侯爵がロードアイランド遠征軍の指揮を執り、フランス海軍のデスタン提督と連携を取った。この遠征は不成功だった。1780年6月、グリーンはスプリングフィールドの戦いで指揮を執った。8月、主計局と大陸会議に指名された委員会による軍管理に対する干渉について、大陸会議と長く激しく争ったあと、補給局長を辞任した。グリーンは大陸軍に物資を補給する方法について大陸会議と熱心に議論していた。大陸会議はそれぞれの邦が軍の装備を行うよう求めていたが、そのことは連邦政府が邦を指導できる力を持っていなかっただけに効果がないことが分かっていた。ワシントンがウエストポイントの指揮官に彼を任命する1ヶ月前の1780年9月29日、グリーンはスパイとして捕らえられたジョン・アンドレ少佐を糾弾し死刑に追いやる裁判を取り仕切る役目を負った。

## 南部戦線の指揮

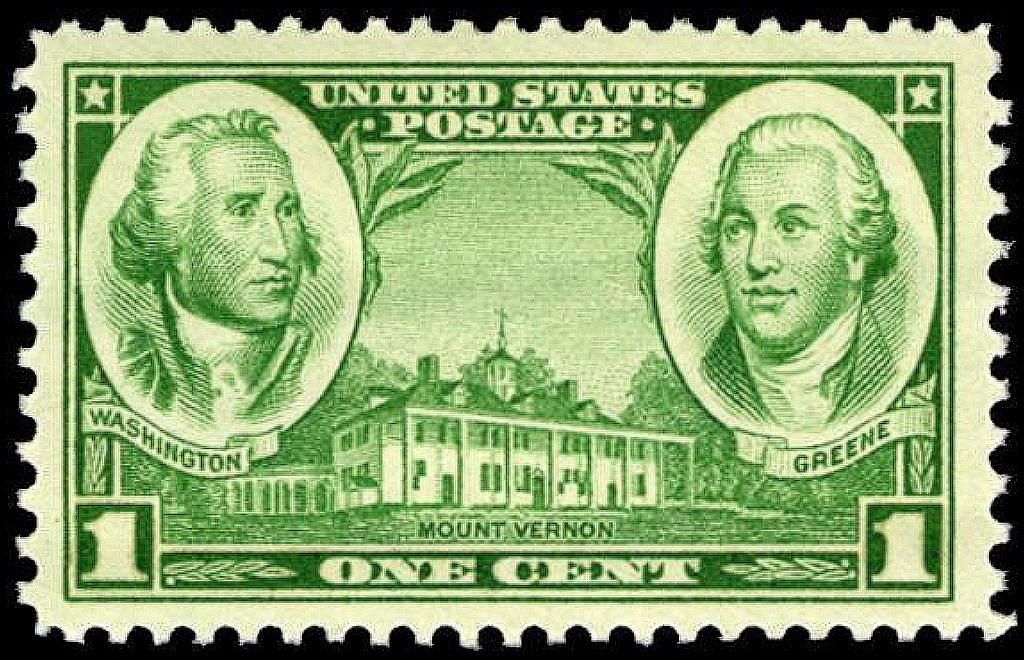
切手に描かれたワシントン（左）とグリーン

大陸会議は南部戦線の指揮官選出においては不運続きだった。まずロバート・ハウを選び、サバンナを失った。ベンジャミン・リンカーンが続いて、チャールストンを落とされた。1780年8月16日、キャムデンの近くでホレイショ・ゲイツの軍隊がイギリス軍の攻撃にあって崩壊し大混乱に陥った。このことで、イギリス軍のチャールズ・コーンウォリス将軍が南部のロイヤリストを集めバージニアでの戦いを有利にする道を作ってしまった。コーンウォリスは南部に確保した港から兵士や物資をノースカロライナやサウスカロライナの内陸部に送る計画を立てた。
ゲイツの後任を選ぶ必要に迫られて、大陸会議はワシントンにその選択を委ねた。10月5日の決議は「最高司令官として、ゲイツ少将に代わる南部軍の指揮官を指名されたし」とされていた。ワシントンは選択に迷うことはなかった。彼が大陸会議の決議文を受け取った翌日にはウエストポイントのナサニエル・グリーンに「貴殿を指名するのが私の願いです」という手紙を送った。大陸会議はこの指名を承認し、グリーンにデラウェアからジョージアまでの全軍を指揮する異例の全権を与える「総指揮官の統括に委ねる」任命書を送った。グリーンは12月2日、ノースカロライナのシャーロットで任務に就いた。サウスカロライナのアイザック・フーガー准将が彼の副官に就いた。フーガーはサウスカロライナでは信頼できる指揮官の一人だった。

### 戦略的撤退
南部の軍隊は弱く装備も悪く、コーンウォリスの優秀な部隊の脅威に曝されていた。グリーンは部隊を分割してイギリス軍も分割されるように仕向け、部隊間の戦略的な相互作用を生み出すように画策した。この戦略で1781年1月17日、ダニエル・モーガンが指揮したカウペンスの戦いでは、イギリス軍のほぼ90%を倒すか捕虜にすることができた。
800人以上の捕虜とともに、モーガンは北のサリスベリーに向けて戦略的撤退を開始し、カトーバ川のコーワンズフォードにいたグリーンと合流した。そこでは愛国者民兵の部隊がコーンウォリスの軍隊と小さな戦闘を行っていた。グリーンはフーガーにギルフォード郡庁舎に部隊を動かすよう命じた。2月9日、ギルフォードに到着すると、グリーンは主だった士官による作戦会議にその下の士官も招集し、今後の戦いをどのように続けるべきかを問うた。評決によって、当面撤退を続けさらに兵力を高めるべきであるとし、コーンウォリスとの対決は引き伸ばすことになった。
翌10日、彼はパトリック・ヘンリーに軍隊を要求する文書を送った。

### ダン川への競争
グリーンは同時に、主部隊の撤退を可能にするためオットー・ウィリアムズ大佐に軽装部隊の編成を命じた。2月9日のワシントンに当てた文書では次の様に述べている。
また次の様にも言っている。
この時の軍勢は1,426名の正規軍を含め総計2,036名に過ぎなかった。エドワード・カーリントン大佐が加わり、船を確保しバージニアのダン川に隠してあること、前もって数時間の余裕があれば集結できることを報告した。イギリス軍はギルフォードからわずか25マイルのセイラムにいた。これが2月10日である。
14日までに、グリーン軍はイギリス軍をやり過ごし、ハリファックスのボイド渡し場とピッツバーグ郡のディックス渡し場から回送した船で、ババージニアのハリファックス郡にあるアービン渡し場からダン川を渡った。コーンウォリスはその日の夕方ごろに大陸軍渡河の知らせを聞いた。川は水位が高く船無しでは渡れなかった。しかも船はすべて向こう岸にあった。グリーンがこのレースでは勝った。
「ノースカロライナを横断するようなこの大陸軍の撤退は、歴史を通じて軍隊行動の傑作の一つといってもよい」とThe Papers of General Nathanael Greeneの編集者のデニス・Ｍ・コンラッドが書いている。
ジョン・バトラー将軍に宛てた手紙でグリーンは次の様に書いている。「私はこの地方に来れば攻撃的に行動しコーンウォリス卿に対抗するには十分な兵力を集められると予測していた。」

### ギルフォード郡庁舎の戦い
ハリファックス郡庁舎での駐屯もわずか1週間で、グリーンは再び川を渡るために十分な確証と報告を得た。2月22日グリーンの主力部隊がダン川を渡りノースカロライナに入った。グリーンはコーンウォリスを追撃し、3月15日にノースカロライナの彼が戦場に選んだ場所でギルフォード郡庁舎の戦いを起こした。グリーンは敗れたが、コーンウォリス軍にも大きな損失を与えた。この戦闘の3日後、コーンウォリスはウィルミントンに撤退した。グリーンの指揮と判断は次の数週間も際立っていた。コーンウォリスを北のバージニアに進軍させておき、彼自身は素早くサウスカロライナ内陸部の再制圧に動いた。4月25日キャムデンの2マイル (3 km) 北ホブカークスヒルでフランシス・ロードン卿の反撃などもあったが、彼は再制圧を6月末までに成し遂げた。5月22日から6月19日まで、グリーンはナインティシックスの包囲戦を行ったが不成功に終わった。この作戦の結果、イギリス軍は海岸に向けて移動せざるを得なくなった。
グリーンはサンテー川のハイヒルズで部隊に6週間の休息を与えた。9月8日、ユートースプリングスの戦いでアレクサンダー・スチュワート中佐指揮のイギリス軍とあいまみえた。この戦いで倒れた兵士達を、アメリカの作家フィリップ・フレニューが1781年の詩『勇敢なアメリカ人の記念に』で称えている。この戦闘は戦術的には引き分けだったが、イギリス軍の戦力は弱まり、チャールストンに撤退した。グリーンは戦争の残りの数ヶ月イギリス軍をそこに釘付けにした。
グリーンの南部方面作戦には顕著な戦略的性格がある。彼は部隊の分割や戦闘の回避作戦などを駆使して長征中の敵を疲れさせ、実際の戦闘では一時的に代償を払ってでも、イギリス軍に損失を強い、とても購い切れないような利点を確保した。グリーンは多くの有能な部下に支えられた。ポーランドの技師タデウシュ・コシチュシュコ、輝かしい騎兵士官ヘンリー・リー（通称ライトホース・ハリー）とウィリアム・ワシントン、パルチザンの指導者達トーマス・サムター、アンドリュー・ピケンズ、イライジャ・クラーク、そしてフランシス・マリオンである。

## 戦後の活動
ノースカロライナ、サウスカロライナおよびジョージアの各邦がグリーンに土地と金、さらにバムバーグ郡のエディストの南に“ブーンズバロニー”(Boone's Barony) という農園を提供することを可決した。彼はこれを売って南部軍の兵士の給費に当てた。陸軍長官の職を2度断り、1785年、グリーンはサバンナの14マイル (22 km) 北、“マルベリーグローブ”という農園に落ち着いた。彼は1786年6月19日この農園で熱中症のために44歳で死去した。
グリーンは著しく有能であり、他の大陸軍で功績をあげた将軍達と同様、自制の効く軍人だった。彼は大陸軍の将校の中で軍事的能力ではワシントンに次ぎ、ワシントンとヘンリー・ノックス以外では独立戦争の8年間を戦い抜いた唯一の将軍である。ワシントン同様、彼は小さなことでも大きな利点に変える能力があった。彼のイギリス軍に対する姿勢は人間性が溢れ親切でさえあった。彼は、繰り返し彼のことを誹謗していたゲイツが南部戦線での失態を批判された時は、ゲイツを弁護する寛大さがあった。

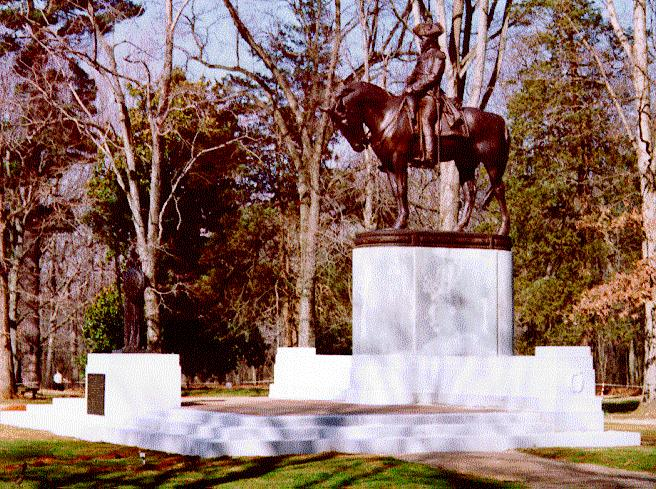
ナサニエル・グリーンの騎馬像、ギルフォード郡庁舎戦場国定公園

## 語録
- 私は自分の権利と自由を守ることに決めている。さもなくばそうする試みの中で私の命を売ってしまおう[1]。
- 人々が互いに尊重しあう熟成された社会から得られる幸福を楽しみながら、私の人生が平和と豊かさに満ちていたらどんなに幸福だったろう。しかし、母国が受けた傷、あらゆる子孫にまで及ぶ奴隷制度の鎖が、共通の人権を守るためそして自由の息子達を大胆に脅かす者達の追放のために私を駆り立てる。（彼の妻、キャサリーン・リトルフィールド・グリーンに言った言葉）
- 「戦い、撃たれ、立ち上がり、また戦う」(We fight, get beat, rise, and fight again.)
- 学ぶことは徳とは言えないが、我々に親しむことのできるものをもたらす手段である。知識の無い正直さは弱く使い物にならない。正直さのない知識は危険で恐ろしいものである。困窮からの解放、虚偽の看破、抑圧の打開、幸福の伝播、これらを人生の行動主題にするといい。
- 私の心の真実なところから常にこの国のため、独立宣言のために血を流す用意があることを認め推奨してくれ、そして世界とそれを支配する偉大な神にその必要性、妥当性および正しさを見ていてくれるように求めてくれ。
- （バンカーヒルの戦いについて）私はバンカーヒルで蒙らせたのと同じ代価でやつらに別の丘を売ることができればと願う。
- 我々は他国の侵略のためではなくわが国の防衛のために武器を取る、私的な利益を得るためではなく大衆の安全のために武器を取て身を捧げる軍人である。
- 私はこれが概して昼の直ぐ前にある夜の暗い部分だということを期待する。

## 記念

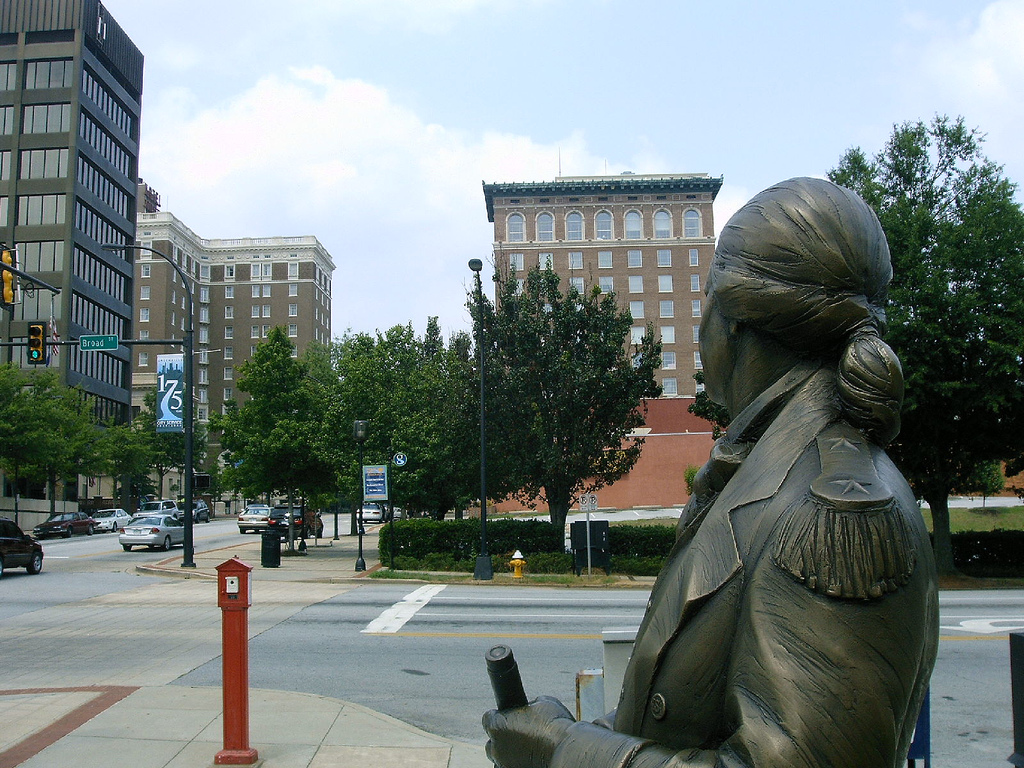
グリーンビルに建てられた銅像

ナサニエル・グリーンの栄誉を称えてその名がつけられた都市、郡、公園はアメリカ中にその数が知れない。また、彼の名前をつけた沿岸警備隊のカッターは4隻ある。アメリカ海軍ではジェームズ・マディソン級原子力潜水艦の10番艦（1986年就役）にその名を命名した。また、ジェネラル・グリーンと名付けられたカッターおよびフリゲートがある。他に陸軍の輸送船で船体番号313 (1904年就役)、第二次世界大戦中にUボートに沈められたリバティ船 (1942)、および現役の128フィート・タグボート USAV MG Nathanael Greene (LT 801) がある。
グリーンの遺骨が埋められた墓碑はサバンナのジョンソン広場にある (1829年建立) 。彼の像はロジャー・ウィリアムズの像と共にロードアイランド州を代表するものとして、首都ワシントンD.C.のアメリカ合衆国議会議事堂国立彫像ホール・コレクションに飾られている。ワシントンにはスタントンパークにもヘンリー・カーク・ブラウンの手になる彼の騎馬像がある。フィラデルフィア美術館外の英雄のテラスにはルイス・アイセリン・ジュニア作の小さなグリーン像がある。
ギルフォード郡庁舎の戦いのあった場所にはフランシス・H・パッカード作の騎馬像がある。そこは現在のグリーンズボロ近くであり、この市名も彼の名前がつけられている。テネシー州グリーンビル市もその名前が付けられた。2006年にサウスカロライナ州のグリーンビル市（ここも彼の名前）が、サウスメイン通りとブロード通りの角で、T・J・ディクソンとジェイムズ・ネルソン作のグリーン像の除幕を行った。
2000年、ペンシルベニア州グリーンズバーグのセントクレア公園で、チャス・ファーガン制作になる高さ6フィート (180 cm) のグリーンの銅像が除幕された。
ノースカロライナ州グリーンズボロの200年記念式典の一部として、ジョセフ・ブライアン基金が同市生まれでノースカロライナ農工大学准教授の彫刻家ジム・バーンヒルにナサニエル・グリーンの銅像を発注し、2008年3月26日に除幕された。この高さ11.5フィート (345 cm) の彫像はグリーン通りとマギー通りの交差店内にある煉瓦と大理石の台座に据えられている。